# Acacia guadalajarana
Acacia guadalajarana é uma espécie de leguminosa do gênero Acacia, pertencente à família Fabaceae.